# Seriphidomyia rubripes
Seriphidomyia rubripes är en tvåvingeart som beskrevs av Fedotova 2005. Seriphidomyia rubripes ingår i släktet Seriphidomyia och familjen gallmyggor. Inga underarter finns listade i Catalogue of Life.